# オーヴェルニュー・ポインター
オーヴェルニュー・ポインター（英：Auvergne Pointer）は、フランスのオーヴェルニュ地方カルタン県原産のポインター犬種のひとつである。別名はブラク・ドーヴェルニュー（英：Braque d'Auvergne）、ブラク・ド・オーヴェルニュー（英：Braque de Auvergne）など。

## 歴史
生い立ちについてはよく分かっていない。2世紀ごろに獲物を精力的に追い続ける強いポインター犬種を目指して作り出された、古い犬種である。
もともとオーヴェルニュー・ポインターには2つのタイプが存在し、それぞれ別種として考えられていた。ひとつはエレガントな容姿を持ち、小柄で俊足なブラク・ブルー（英：Braque Blue）というタイプで、もうひとつは無骨で走るのが遅く扱いにくいが、強くたくましい大型のグラン・ブラク（英：Grand Braque）というタイプであった。しかし、互いの長所を取り入れあい、ひとつの犬種として統一されたことにより現在の姿と能力を持つようになった。
主に山岳地帯でウズラを取るために使われていたポインターである。他のポインター犬種と同様、嗅覚でウズラを捜索し、発見するとポインティングを行って主人に鳥の居場所を知らせた。それを元に撃たれた獲物を回収することも仕事のひとつである。足腰が非常に強いため、起伏の激しい場所や足場の悪い場所でも難なく作業することが出来、スタミナ重視の狩猟を行うハンターから好まれて重宝されていた。
フランス革命や第一次世界大戦・第二次世界大戦が起こった際には戦渦に巻き込まれて度々絶滅の危機に陥ったが、その際はサン・ジェルマン・ポインターやアリエージョワなどの血を借りて生き延び、個体数が増加してから戻し交配によりその血を取り除いて純粋なオーヴェルニューに戻す作業が行われた。
現在も実猟犬として多く飼育されており、ペットやショードッグとして飼われているものは稀である。大半は原産地で飼育されていて、それ以外ではめったに飼育されていない珍しい犬種である。

## 特徴
筋肉質の引き締まった体つきをしていて、脚は細く長い。マズルは短めで太い。頭部は他のポインター犬種と比べると若干大きめで、耳は垂れ耳、尾は飾り毛のない垂れ尾だが、3分の1ほどの長さに断尾される場合もある。コートはスムースコートで、毛色はブラック・ローン・アンド・ブラックなど。体高は雄60〜67cmで雌56〜65cm、体重は雌雄ともに25〜30kgの大型犬で、性格は活発でまじめ、主人家族に対し愛情深く忠実であるが、頑固で独立心が旺盛、狩猟本能が高いという猟犬気質を持ち合わせている。しつけの飲み込みと状況判断力は普通であるが、しつけは基本的に主人からのみ受け付ける。走るのはあまり早くないが、力が強く足腰が非常に丈夫で、スタミナが多く運動量は莫大である。飼育の際にはしっかりとした訓練や莫大な運動量を消化する必要があるため、一般家庭での飼育は難しい。